# Utazó koporsó
Az Utazó koporsó (eredeti cím: Finders Keepers) 1984-ben bemutatott amerikai filmvígjáték, melyet Richard Lester rendezett. A főbb szerepekben Michael O'Keefe, Beverly D’Angelo, Louis Gossett Jr. és Pamela Stephenson látható. Egy kisebb mellékszerepben az akkor még kezdő színésznek számító Jim Carrey is feltűnik.

## Cselekmény
A szélhámos Michael Rangeloffot nem csak a törvény, hanem egy csapat görkoris lány is üldözi. A kalandos menekülés során épp a helyi rendőrfőnök feleségének kertjében landol. A korántsem hűséges feleség, Estelle Norris zaklatással vádolja meg őt az idő előtt hazaérkezett rendőrfőnök előtt. Eközben Georiana Latimer és szeretője, Josef Sirola a lány édesapjának jókora vagyonát ragadják magukhoz annak páncélszekrényéből. A tetemes összeget egy koporsóba rejtve próbálnak meg New Yorkba szökni. A vasútállomáson a még mindig menekülő Michael gyanútlanul belebotlik a pénzzel teli koporsóba. Azt magáénak hazudva felszáll egy távolsági vonatra, amelyen a koporsót felnyitva tudomást szerez az ötmillió dollárról. A koporsó eredeti tulajdonosai többször is életveszélyesen megfenyegetik a tolvajt, mindhiába. 
A vonaton Michael megismerkedik Standish Logannel, akinek állítása szerint épp idegösszeomlása van. A száguldó vonat kalauza, David Wayne is különös figura: útközben főhőseinket az amerikai elnökökkel való kapcsolataival untatja. Michael halott bajtársának históriája (akinek a koporsóban kellene feküdnie) olyannyira kiteljesedik, hogy a vonat kerülőt tesz egy vidéki kisvárosba, High Riverbe, ahol gyorsan végső nyugovóra kísérik a katonát. A városkában ünnepélyes fogadtatást szerveznek a nem mindennapi vonat érkezésére. Különös véletlenek útján a nem létező halott katona neve megegyezik az itt élő, kissé bolondos Lane Bidlekoff-fal. 
A temetést követő éjszakán Michael a nevelőapjával kiássa a koporsót és a pénzt magukkal viszik. Üldözőik a városka egyik moteljéből elrabolják Standisht, ezzel ismét őrült hajsza veszi kezdetét. Standish egy kerekeken guruló házban tér magához, elrablója Josef Sirola társaságában, aki a lányt túszként tartva akar a pénzzel együtt elmenekülni. Időközben a kamiont a lány segítségére siető Century vezeti át a városkán, kisebb-nagyobb nehézségekkel, mialatt Michael épp Standisht próbálja meg kiszabadítani. Egy vasúti kereszteződésben ütközéses baleset készül kibontakozni, amely során Michael, Standish és Century az elrobogó vonat utolsó kocsijába kerül és így elmenekülnek üldözőjük, Josef Sirola elől. Társát, Georgiana Latimert a pénz elrablásáért az FBI korábban már letartóztatta.
A film a Supertramp együttes zenéit használja fel, mint például a "Child of Vision" és a "Take the Long Way Home" című dalokat.

## Szereplők
| Szerep                  | Színész           | Magyar hang       |
| ----------------------- | ----------------- | ----------------- |
| Michael Rangeloff       | Michael O’Keefe   | Stohl András      |
| Standish Logan          | Beverly D’Angelo  | Kovács Nóra       |
| Century                 | Louis Gossett Jr. | Kálid Artúr       |
| Georgiana Latimer       | Pamela Stephenson | Andresz Kati      |
| Josef Sirola            | Ed Lauter         | Rosta Sándor      |
| Stapleton               | David Wayne       | Dobránszky Zoltán |
| Frizzoli polgármester   | Brian Dennehy     | Koroknay Géza     |
| Ormond                  | Jack Riley        | Szersén Gyula     |
| Norris rendőrfőnök      | John Schuck       | Varga Tamás       |
| Estelle Norris          | Timothy Blake     | Bajza Viktória    |
| Lane Biddlecoff tizedes | Jim Carrey        | Rajkai Zoltán     |
| Art Bumbalee            | Robert Clothier   |                   |
| Anna-Marie Biddlecoff   | Jayne Eastwood    |                   |
| Mulholland              | Alf Humphreys     |                   |
| zálogos                 | Richard Newman    |                   |
| Stanton Gilmore         | Campbell Lane     |                   |